# Berlin-Marathon 1998
| 25. Berlin-Marathon    | 25. Berlin-Marathon          |
| ---------------------- | ---------------------------- |
| Stadt                  | Berlin, Deutschland          |
| Datum                  | 20. September 1998           |
| Distanz                | 42,195 Kilometer             |
| Sieger                 |                              |
| Männer                 | Ronaldo da Costa (2:06:05 h) |
| Frauen                 | Marleen Renders (2:25:22 h)  |
| ← Berlin-Marathon 1997 | Berlin-Marathon 1999 →       |
| Website                | Offizielle Website           |

Der Berlin-Marathon 1998 war die 25. Ausgabe der jährlich stattfindenden Laufveranstaltung in Berlin, Deutschland. Der Marathon fand am 20. September 1998 statt.
Bei den Männern gewann Ronaldo da Costa in 2:06:05 h, bei den Frauen Marleen Renders in 2:25:22 h.

## Ergebnisse

### Männer
| Platz | Athlet           | Land        | Zeit (h)          |
| ----- | ---------------- | ----------- | ----------------- |
| 01    | Ronaldo da Costa | Brasilien   | 2:06:05 inoff. WB |
| 02    | Josephat Kiprono | Kenia       | 2:07:27           |
| 03    | Samson Kandie    | Kenia       | 2:09:11           |
| 04    | Reuben Chebutich | Kenia       | 2:10:39           |
| 05    | Tumo Turbo       | Äthiopien   | 2:11:01           |
| 06    | Paulo Guerra     | Portugal    | 2:11:02           |
| 07    | Diego García     | Spanien     | 2:11:04           |
| 08    | Abebe Mekonnen   | Äthiopien   | 2:12:13           |
| 09    | Andries Khulu    | Südafrika   | 2:12:36           |
| 10    | Martin Strege    | Deutschland | 2:12:41           |

### Frauen
| Platz | Athletin          | Land        | Zeit (h) |
| ----- | ----------------- | ----------- | -------- |
| 01    | Marleen Renders   | Belgien     | 2:25:22  |
| 02    | Susan Chepkemei   | Kenia       | 2:28:19  |
| 03    | Renata Kokowska   | Polen       | 2:31:54  |
| 04    | Iris Biba         | Deutschland | 2:32:58  |
| 05    | Yoshiko Ichikawa  | Japan       | 2:33:29  |
| 06    | Krystyna Kuta     | Polen       | 2:35:48  |
| 07    | Anke Laws         | Deutschland | 2:36:08  |
| 08    | Ryoko Kitajima    | Japan       | 2:36:55  |
| 09    | Jennifer Akerberg | Schweden    | 2:38:38  |
| 10    | Paivi Kauppinen   | Finnland    | 2:41:21  |